# Lijst van trainers van KVC Westerlo
Deze lijst omvat de voetbalcoaches die de Belgische club KVC Westerlo hebben getraind vanaf 1982 tot op heden.
| Seizoen | Trainer(s) |
| ------- | --- |
| 2024/25 | Timmy Simons                                                                                                   |
| 2023/24 | Bart Goor Rik De Mil (tot 19 maart 2024) Bart Goor (tot 12 december 2023) Jonas De Roeck (tot 2 december 2023) |
| 2022/23 | Jonas De Roeck                                                                                                 |
| 2021/22 | Jonas De Roeck                                                                                                 |
| 2020/21 | Bob Peeters |
| 2019/20 | Bob Peeters |
| 2018/19 | Bob Peeters |
| 2017/18 | Bob Peeters Vedran Pelic (tot 5 december 2017)                                                                 |
| 2016/17 | Jacky Mathijssen Bob Peeters (tot 13 september 2016)                                                           |
| 2015/16 | Bob Peeters Harm van Veldhoven (tot 25 november 2015)                                                          |
| 2014/15 | Harm van Veldhoven Dennis van Wijk (tot 3 januari 2015)                                                        |
| 2013/14 | Dennis van Wijk                                                                                                |
| 2012/13 | Dennis van Wijk Vedran Pelic (tot 29 april 2013) Frank Dauwen (tot 17 april 2013)                              |
| 2011/12 | Jan Ceulemans                                                                                                  |
| 2010/11 | Jan Ceulemans                                                                                                  |
| 2009/10 | Jan Ceulemans                                                                                                  |
| 2008/09 | Jan Ceulemans                                                                                                  |
| 2007/08 | Jan Ceulemans                                                                                                  |
| 2006/07 | Herman Helleputte                                                                                              |
| 2005/06 | Herman Helleputte                                                                                              |
| 2004/05 | Jan Ceulemans                                                                                                  |
| 2003/04 | Jan Ceulemans                                                                                                  |
| 2002/03 | Jan Ceulemans                                                                                                  |
| 2001/02 | Jan Ceulemans                                                                                                  |
| 2000/01 | Jan Ceulemans                                                                                                  |
| 1999/00 | Jan Ceulemans                                                                                                  |
| 1998/99 | Jos Heyligen                                                                                                   |
| 1997/98 | Jos Heyligen                                                                                                   |
| 1996/97 | Jos Heyligen                                                                                                   |
| 1995/96 | Franky Dekenne Erwin Vandenbergh Barry Hulshoff                                                                |
| 1994/95 | Barry Hulshoff                                                                                                 |
| 1993/94 | Barry Hulshoff Stef Verelst Werner Helsen                                                                      |
| 1992/93 | Jos Heyligen                                                                                                   |
| 1991/92 | Dirk Verbraken                                                                                                 |
| 1990/91 | Dirk Verbraken                                                                                                 |
| 1989/90 | Dirk Verbraken Raymond Jaspers                                                                                 |
| 1988/89 | Dirk Verbraken Marcel Corens                                                                                   |
| 1987/88 | Marcel Corens                                                                                                  |
| 1986/87 | Marcel Corens                                                                                                  |
| 1985/86 | Jos Heyligen                                                                                                   |
| 1984/85 | Jos Heyligen                                                                                                   |
| 1983/84 | Louis Leysen                                                                                                   |
| 1982/83 | Louis Leysen                                                                                                   |